# Галеф, Джулия
Джулия Галеф (род. 4 июля 1983 или 1983, Силвер-Спринг, Мэриленд) — соосновательница «Центра прикладной рациональности». Писательница и оратор в областях рациональности, науки, технологии и дизайна. Состоит в обществе «New York City Skeptics» с 2010 года. Ведущая официального подкаста данного общества «Rationally Speaking».

## Биография
Джулия родилась в 1983 году в Силвер-Спринг, Мэрилэнд, в еврейской семье. Получила степень бакалавра гуманитарных наук в Колумбийском университете. В 2010 году вошла в совет директоров общества "New York City Skeptics". В 2012 году стала основательницей и президентом некоммерческой организации "Центр прикладной рациональности". Среди прочего, организация проводит семинары по освоению и использованию стратегий, основывающихся на принципах рациональности, развитию навыков рассуждения, принятия решений и достижения целей. В 2015 году стала участницей "Комитета скептических расследований".

## Популяризация исследований рациональности
В 2009 году Галеф вместе с философом науки Массимо Пильюччи стала соведущей подкаста «Rationally Speaking». Первый эпизод выпустили 1 февраля 2010 года. В шоу приняли участие такие интеллектуалы как Нил Тайсон, Лоуренс Краусс, Джеймс Рэнди и Питер Сингер.
Галеф часто выступает на темы рациональности и модерирует дискуссии на конференциях скептиков. Читает публичные лекции в различных организациях, в том числе в Center for Inquiry и Secular Student Alliance. В период с 2010 по 2015 годы была докладчицей на Northeast Conference on Science and Skepticism.
В 2011 году вместе с братом начала вести блог «Мера сомнения», а также писала статьи для журналов «Religion Dispatches» и «Scientific American». С апреля 2015 года единственная ведущая подкаста "Rationally Speaking".
В 2014 году Галеф написала несколько статей и записала несколько коротких видеороликов для Big Think. Некоторые из них стали частью семинаров Big Think Mentors. После этого она дала интервью Forbes, Fast Company и The Wall Street Journal. Галеф предлагает вести «журнал сюрпризов», куда следует записывать случаи, когда не оправдались ожидания, в качестве техники выявления личных ошибочных убеждений и распознавания когнитивного искажения «bias blind spot».
В феврале 2016 года Галеф выступила на конференции TED с докладом «Почему мы думаем, что мы правы, даже когда мы ошибаемся». В докладе она противопоставила «мышление разведчика», помогающее достичь объективной картины происходящего с помощью критического самоскептицизма и расстановки приоритетов, «мышлению солдата», используемого для подтверждения заранее выбранной точки зрения. Доклад транслировали по Национальному Общественному Радио в ноябре 2016 года.